# Джером (Айдахо)
Джером (англ. Jerome) — окружний центр округу Джером, штат Айдахо, США. Згідно з переписом 2010 року населення становило 10 890 осіб, що на 3110 осіб більше, ніж 2000 року.

## Географія
Джером розташований за координатами 42°43′7″ пн. ш. 114°30′57″ зх. д. / 42.71861° пн. ш. 114.51583° зх. д. (42.718576, -114.515797).  За даними Бюро перепису населення США в 2010 році місто мало площу 14,31 км², з яких 14,31 км² — суходіл та 0,00 км² — водойми.

### Клімат
| Клімат : Джером                                                                 | Клімат : Джером | Клімат : Джером | Клімат : Джером | Клімат : Джером | Клімат : Джером | Клімат : Джером | Клімат : Джером | Клімат : Джером | Клімат : Джером | Клімат : Джером | Клімат : Джером | Клімат : Джером | Клімат : Джером |
| Показник                                                                        | Січ.            | Лют.            | Бер.            | Квіт.           | Трав.           | Черв.           | Лип.            | Серп.           | Вер.            | Жовт.           | Лист.           | Груд.           | Рік             |
| Абсолютний максимум, °C                                                         | 17,2            | 21,7            | 27,8            | 33,3            | 37,8            | 43,3            | 43,9            | 43,3            | 38,9            | 34,4            | 25,6            | 21,1            | 43,9            |
| Середній максимум, °C                                                           | 2,8             | 5,7             | 11,8            | 16,6            | 22,0            | 27,4            | 33,1            | 32,6            | 26,3            | 18,4            | 9,1             | 2,6             | 17,3            |
| Середній мінімум, °C                                                            | −7,1            | −5,7            | −1,9            | 1,0             | 5,3             | 9,5             | 13,3            | 12,4            | 7,3             | 2,1             | −3,1            | −7,3            | 2,2             |
| Абсолютний мінімум, °C                                                          | −33,3           | −26,1           | −15             | −11,7           | −5,6            | −1,1            | 1,7             | 0,0             | −5              | −11,7           | −23,3           | −31,7           | −33,3           |
| Норма опадів, мм                                                                | 29              | 24              | 29              | 28              | 30              | 20              | 5               | 5               | 10              | 22              | 33              | 38              | 273             |
| Днів з дощем                                                                    | 2,4             | 2,6             | 3,5             | 4,7             | 4,8             | 3,2             | 1,4             | 1,7             | 1,8             | 2,7             | 3,0             | 3,6             | 35,4            |
| Днів зі снігом                                                                  | 4,4             | 3,6             | 2,7             | 1,3             | 0,3             | 0,0             | 0,0             | 0,0             | 0,0             | 0,9             | 2,0             | 4,5             | 19,7            |
| Вологість повітря, %                                                            | 81              | 79              | 64              | 55              | 49              | 45              | 35              | 37              | 41              | 55              | 67              | 80              | 57              |
| ------------------------------------------------------------------------------- | --------------- | --------------- | --------------- | --------------- | --------------- | --------------- | --------------- | --------------- | --------------- | --------------- | --------------- | --------------- | --------------- |
| Джерело: NOAA, pogodaiklimat.ru (snow and rain days) and Weatherbase (humidity) |                 |                 |                 |                 |                 |                 |                 |                 |                 |                 |                 |                 |                 |

## Демографія

### Перепис 2010 року
За даними перепису 2010 року, у місті проживало 10 890 осіб у 3 693 домогосподарствах у складі 2 640 родин. Густота населення становила 761,7 ос./км². Було 3 985 помешкань, середня густота яких становила 278,7/км². Расовий склад міста: 78,3 % білих, 0,4 % афроамериканців, 1,8 % індіанців, 0,4 % азіатів, 0,1 % тихоокеанських остров'ян, 16,7 % інших рас, а також 2,2 % людей, які зараховують себе до двох або більше рас. Іспанці та латиноамериканці незалежно від раси становили 34,3 % населення.
Із 3 693 домогосподарств 45,1 % мали дітей віком до 18 років, які жили з батьками; 49,6 % були подружжями, які жили разом; 13,6 % мали господиню без чоловіка; 8,3 % мали господаря без дружини і 28,5 % не були родинами. 23,5 % домогосподарств складалися з однієї особи, у тому числі 10,6 % віком 65 і більше років. У середньому на домогосподарство припадало 2,92 мешканця, а середній розмір родини становив 3,44 особи.
Середній вік жителів міста становив 28,9 року. Із них 33 % були віком до 18 років; 10,6 % — від 18 до 24; 27,2 % від 25 до 44; 19,1 % від 45 до 64 і 10,2 % — 65 років або старші. Статевий склад населення: 50,4 % — чоловіки і 49,6 % — жінки.
Середній дохід на одне домашнє господарство  становив 42 441 долар США (медіана — 36 181), а середній дохід на одну сім'ю — 47 307 доларів (медіана — 40 078). Медіана доходів становила 35 107 доларів для чоловіків та 25 969 доларів для жінок. За межею бідності перебувало 23,9 % осіб, у тому числі 33,1 % дітей у віці до 18 років та 14,3 % осіб у віці 65 років та старших.
Цивільне працевлаштоване населення становило 4492 особи. Основні галузі зайнятості: сільське господарство, лісництво, риболовля — 19,8 %, виробництво — 15,3 %, освіта, охорона здоров'я та соціальна допомога — 11,6 %, роздрібна торгівля — 9,6 %.

### Перепис 2000 року
За даними перепису 2000 року, у місті проживало 7 780 осіб у 2 776 домогосподарствах у складі 1 959 родин. Густота населення становила 938,7 ос./км². Було 2 966 помешкань, середня густота яких становила 357,9/км². Расовий склад міста 72,47 % білих, 0,18 % афроамериканців, 0,91 % індіанців, 0,23 % азіатів, 0,06 % тихоокеанських остров'ян, 9,64 % інших рас і 2,51 % людей, які зараховують себе до двох або більше рас. Іспанці та латиноамериканці незалежно від раси становили 30,92 % населення.
Із 2 776 домогосподарств 38,5 % мали дітей віком до 18 років, які жили з батьками; 53,8 % були подружжями, які жили разом; 11,2 % мали господиню без чоловіка, і 29,4 % не були родинами. 24,6 % домогосподарств складалися з однієї особи, у тому числі 11,7 % віком 65 і більше років. У середньому на домогосподарство припадало 2,77 мешканця, а середній розмір родини становив 3,32 особи.
Віковий склад населення: 31,6 % віком до 18 років, 9,9 % від 18 до 24, 27,9 % від 25 до 44, 17,3 % від 45 до 64 і 13,3 % років і старші. Середній вік жителів — 31 рік. Статевий склад населення: 49,7 % — чоловіки і 50,3 % — жінки.
Середній дохід домогосподарств у місті становив $30 074, родин — $34 046. Середній дохід чоловіків становив $26 000 проти $19 162 у жінок. Дохід на душу населення в місті був $13 023. Приблизно 12,9 % родин і 15,5 % населення перебували за межею бідності, включаючи 21,8 % віком до 18 років і 12,3 % від 65 і старших.